# NANDFS
NANDFS – 64-bitowy system plików stworzony z myślą o nośnikach pamięci opartych na bramkach NAND, udostępniony na licencji BSD. Jest integralną częścią systemu FreeBSD od wersji 10.
Ma następujące cechy:
- wspiera dowiązania symboliczne i twarde
- posiada mechanizm journalingu oraz kopiowanie przy zapisie
- umożliwia tworzenie snapshotów
- jest kompatybilny z mechanizmem uprawnień POSIX

System plików został zaprojektowany przez polską firmę Semihalf, prace sponsorowały Juniper Networks oraz fundacja FreeBSD.